# سیلیق (شهرستان چوی)
سیلیق (به لاتین: Saylyk) یک منطقهٔ مسکونی در قرقیزستان است که در شهرستان چوی واقع شده‌است. سیلیق ۰٫۵ کیلومتر مربع مساحت و ۸۴۷ نفر جمعیت دارد و ۸۷۹ متر بالاتر از سطح دریا واقع شده‌است.